# فردا (فیلم ۱۹۸۸)
فردا (انگلیسی: Tomorrow) یک فیلم ژاپنی است که در سال ۱۹۸۸ منتشر شد.